# 圣温琴佐-瓦莱罗韦托
圣温琴佐-瓦莱罗韦托（義大利語：San Vincenzo Valle Roveto），是意大利阿布鲁佐大区拉奎拉省的一个市镇。总面积43.37平方公里，人口2489人，人口密度57.4人/平方公里（2009年）。ISTAT代码为066092。